# Vilnius Jazz Festival
Het Vilnius Jazz Festival is een jaarlijks jazzfestival in Vilnius, Litouwen. Het wordt sinds 1987 georganiseerd. Vilnius Jazz heeft een programma van 3 of 4 dagen, met concerten, workshops en jamsessies. Oprichter en producer van het festival is Antanas Gustys. Er worden tal van internationale projecten georganiseerd in samenwerking met internationale culturele instituties en stichtingen, waaronder het Goethe-Institut, British Council, Svenska institutet, Pro Helvetia, US Arts International en Japan Foundation.
Het festival is lid van de European Festival Association en (sinds 2005) het Europe Jazz Network.

## Musici
Musici die op het festival optraden waren onder meer The Zawinul Syndicate, Sonny Simmons/Oliver Lake Quartet (USA), Courtney Pine Group (UK), Billy Cobham Band (USA), Arthur Blythe Quartet (USA), Steve Lacy (USA), Leroy Jenkins (USA), Wjatscheslaw Ganelin (Israel), Otomo Yoshihide (Japan), Fred Frith (UK), Carlos Ward Quartet (USA), Defunkt (USA), Django Bates (UK), Cinematic Orchestra (UK), Iva Bittová (Tsjechië), Myra Melford Quartet (USA), Cuong Vu Trio (USA), Willem Breuker Kollektief (NL) en Marc Ducret Trio (FR).